# Glenea atriceps
Glenea atriceps es una especie de escarabajo del género Glenea, familia Cerambycidae. Fue descrita científicamente por Aurivillius en 1911.
Habita en Indonesia (Borneo). Esta especie mide 15-18 mm.